# Ward Lambert
Ward Louis Lambert, (nacido el 28 de mayo de 1888 en Deadwood, Dakota del Sur y fallecido el 20 de enero de 1958 en Lafayette, Indiana) fue un entrenador de baloncesto estadounidense que ejerció en la Universidad de Purdue durante 30 años. En la universidad jugó al fútbol americano, baloncesto y béisbol.

## Trayectoria
- Lebanon High School (1912-1916)
- Universidad de Purdue (1916-1917), (ayudante)
- Universidad de Purdue (1918-1946)